# دانييل كلاريتش
دانييل كلاريتش (بالألمانية: Danijel Klarić)‏ هو لاعب كرة قدم نمساوي في مركز الهجوم، ولد في 19 يناير 1995 في فيينا في النمسا. لعب مع أدميرا فاكر مودلينغ وشتورم غراتس وفيسوا كراكوف.

## وصلات خارجية
- دانييل كلاريتش على موقع قاعدة بيانات كرة القدم.إي يو (الإنجليزية)
- دانييل كلاريتش على موقع Soccerway.com (الإنجليزية)
- دانييل كلاريتش على موقع عالم كرة القدم.نت (الإنجليزية)